# Die Bankräuber von New York
Die Bankräuber von New York (Originaltitel: Tenderloin) ist ein US-amerikanisches Filmdrama aus dem Jahr 1928 von Michael Curtiz mit Dolores Costello und Conrad Nagel in den Hauptrollen. Das Drehbuch basiert auf einer Originalstory von Edward T. Lowe Jr. und Darryl F. Zanuck, der unter seinem Pseudonym Melville Crossman schrieb.

## Handlung
Die Kabaretttänzerin Rose Shannon verliebt sich in den hartgesottenen Kriminellen Chuck White. Als einige von Chucks Kumpanen einen Banküberfall begehen, verdächtigt er Rose, das Geld für sie versteckt zu haben. Er gibt vor, sie zu mögen, aber schließlich erkennt er, dass sie überhaupt nichts von dem Raubüberfall weiß. Zu diesem Zeitpunkt jedoch hat er sich aufrichtig in sie verliebt. Sie kann ihn überreden, sich zu bessern, woraufhin sie beschließen, zu heiraten.

## Hintergrund
Am 16. Dezember 1927 wurde bekannt gegeben, dass Regisseur Michael Curtiz die ersten Szenen gedreht hatte.
Obwohl Zeitungsanzeigen für den Film sowohl in New York als auch anderswo ihn als „den ersten abendfüllenden Sprachfilm“ bezeichneten und den Star Dolores Costello zum „Sehen und Hören“ hinzufügten, ist die Charakterisierung des Films als erster „sprechender“ Film nicht ganz zutreffend. Es gab einige kurze Zeilen gesprochenen Dialogs in Warner Der Jazzsänger, der einige Monate zuvor veröffentlicht wurde. Der erste zu 100 % gesprochene Film, Lights of New York, hatte seine New Yorker Premiere fast vier Monate später, am 6. Juli 1928.
Zwei der vier Sprechsequenzen wurden nach der Premiere entfernt. Moderne Quellen geben an, dass die Dialogsequenzen etwa 15 Minuten der Leinwandzeit umfassten.
Da keine Kopien der acht Filmrollen existieren, gilt der Film als verschollen.

## Veröffentlichung
Die Premiere des Films fand am 14. März 1928 in New York statt. In Österreich kam er am 8. Februar 1929 in die Kinos.

## Kritiken
Mordaunt Hall von der The New York Times befand, es sehe ganz danach aus, als hätte der Autor der Zwischentitel den Schauspielern die Worte geliefert, daher sei das Ergebnis leicht zu würdigen. Jedenfalls bewegten die gesprochenen Episoden dieses reißerischen Films die Zuschauer zu lautem Gelächter.
Robert E. Sherwood schrieb im Magazin Life, Filme mit gesprochenen Dialogen werden keine vollendete Realität sein, solange es keine Gewissheit gebe, dass die Filme wissen, was sie sagen sollen. In der Zwischenzeit sollten kleine Filme gesehen und nicht gehört werden.
Martin Dickstein äußerte sich im Brooklyn Daily Eagle ähnlich. Vom technischen Standpunkt gesehen, sei es eine Leistung. Das Problem liege darin, dass es nichts Wichtiges zu sagen gebe.